# هاري ستيل بودجير
هنري ويليام ستيل بودجر (1896 – 1952) كان جراحًا بيطريًا بريطانيًا.
تلقى تعليمه في مدرسة كرانلي وخدم مع المهندسين الملكيين ومدفعية الخيل الملكية. فقد إحدى عينيه في خدمته الحربية. بعد الحرب تأهل كطبيب بيطري في الكلية الملكية البيطرية في أدنبرة ومارس المهنة البيطرية في تامورث ، ستافوردشاير . كان ناشطًا في قيادة الأطباء البيطريين ومشارك في تأسيس جمعية الممارسين البيطريين جنبًا إلى جنب مع السير توماس دالينج .
في عام 1940 ، شغل منصب رئيس الجمعية البيطرية البريطانية 

## العائلة
كان ولديه ميكي والأسدير بيطريين أيضًا.